# Herrgottsmühle (Iphofen)
Herrgottsmühle (fränkisch: Hä(a)gozmühl) ist ein Gemeindeteil der Stadt Iphofen im unterfränkischen Landkreis Kitzingen. Herrgottsmühle liegt in der Gemarkung Mönchsondheim.

## Geografische Lage
Die Einöde liegt auf freier Flur am Breitbach. Gemeindeverbindungsstraßen führen nach Nenzenheim zur Staatsstraße 2418 (1,8 km südwestlich), zur Nierenmühle (0,7 km nordwestlich) und nach Dornheim zur St 2418 (1,4 km östlich).

## Geschichte
Der Ortsname geht auf die geographischen Begebenheiten in der Umgebung der Mühle zurück. Vielleicht ist sie als „Mühle bei der Kapelle“ zu deuten. Eventuell stand dort auch ein Wegkreuz, dass den Namen der Mühle beeinflusste. Als unwahrscheinlich gilt, dass der Nachname eines Müllers den Mühlennamen prägte. Die Flurlage Käppele in der unmittelbaren Umgebung der Mühle macht die erste Annahme einer kleinen Kirche wahrscheinlich.
Erstmals erwähnt wurde die Mühle im Jahr 1595. Damals wurde sie „Hergotsmüel“ genannt. 1597 wurde ein „Herrgotsmüller“ erwähnt. Später variierte die Schreibweise häufig. So wurde sie 1633 „Herchets Mühl“, 1703 „Hergets Mühl“ und um 1723 „Hergetsmühl“ genannt. Im Jahr 1784 war Elias Wüllfarth der Pächter der Mühle, die den Voit von Salzburg gehörte.
Mit dem Gemeindeedikt (frühes 19. Jahrhundert) wurde Herrgottsmühle dem Steuerdistrikt Nenzenheim und der Ruralgemeinde Nenzenheim zugeordnet. 1834 gehörte die Mühle bereits zu Nenzenheim und war Teil der Gutsherrschaft der Freiherren Wöllwarth in Ippesheim.
Im Zuge der Gebietsreform in Bayern wurde Herrgottsmühle am 1. Januar 1972 nach Iphofen eingegliedert.

### Ehemaliges Baudenkmal
- Mühle, 1854 erbaut. Erdgeschossiges Giebelhaus auf hohem Sockelgeschoss mit Mühlenraum. Quaderbau von vier zu drei Achsen. Die Fenster stehen auf einem bandförmigen Gurtgesims, das über den geknickten Eckpilastern verkröpft ist. Das Kranzgesims setzt sich an der Giebelsohle fort. Eckquader bezeichnet „Hs. Nr. 46 – 1854“. In der Giebelspitze (bis 1951 Halbwalm) Haustafel mit zwei gekrönten Löwen, die das Zunftzeichen der Müller halten; darunter „J. G. Willfarth“.
- Holzlege. Auf einem Balken der Schmalseiten bezeichnet „E.L.W F / 1810“. Schöner profilierter Balusterpfeiler und geschweifte Kopfbüge.
- Vierkantiger steinerner Torpfeiler mit vorkragender Deckplatte, bekrönt von Vierkantpyramide und Pinienzapfen; auf einer Pyramidenseite bezeichnet „J.G.W. / 1829“.[9]

### Einwohnerentwicklung
| Jahr      | 001818 | 001836 | 001840 | 001861 | 001871 | 001885 | 001900 | 001925 | 001950 | 001961 | 001970 | 001987 |
| Einwohner | 4      | 8      | *      | 40     | 6      | 6      | 3      | 5      | 5      | 6      | 5      | 3      |
| Häuser    | 2      | 1      | *      |        |        | 1      | 1      | 1      | 1      | 1      |        | 1      |
| Quelle    | [ 6 ]  | [ 11 ] | [ 12 ] | [ 13 ] | [ 14 ] | [ 15 ] | [ 16 ] | [ 17 ] | [ 18 ] | [ 19 ] | [ 20 ] | [ 21 ] |

## Religion
Herrgottsmühle ist evangelisch-lutherisch geprägt und nach Nenzenheim gepfarrt.